# Abysmal Dawn
Abysmal Dawn – amerykańska grupa muzyczna wykonująca death metal. Powstała w 2003 roku w Los Angeles w stanie Kalifornia.

## Dyskografia
- Demo (2004, wydanie własne)
- From Ashes (2006, Crash Music Inc.)[4]
- Programmed to Consume (2008, Relapse Records)[5]
- Leveling the Plane of Existence (2011, Relapse Records)[6]
- Obsolescence (2014, Relapse Records)
- Phylogenesis (2020, Season of Mist)[7]

## Teledyski
- „Crown Desire” (2006, reżyseria: Matt Zane)[8]
- „Programmed To Consume” (2008, reżyseria: Gary Smithson)[9]
- "Inanimate" (2014, reżyseria: Rob Mestas)[9]